# مولی
مولی (جمع: موالی)، اصطلاحی حقوقی، تاریخی و الهیاتی است که معانی متفاوتی در دوره‌های زمانی مختلف و زمینه های اجتماعی مختلف می‌دهد. از نظر زبان‌شناسی، این یک اسم است که از فعل «ولی»، با معنی اساسی «اِشراف‌داشتن، متصل‌بودن به کسی یا چیزی» معنی می‌دهد؛ این معنی، از «اقتدار، اِشراف‌داشتن بر قدرت» و «قدرت‌داشتن، حاکمیت، صاحب‌منصب» نشئت گرفته است.

## ریشه شناسی
کلمه مولی که توسط پیامبر اسلام  در مورد علی  در خطبه غدیر خم به کار رفت، از ریشه «و ل ی » به معنای «نزدیک بودن به» یا «قدرت داشتن بر» گرفته شده است. مولی بسته به اینکه در حالت معلوم یا مجهول استفاده شود، می‌تواند معانی متقابل داشته باشد: «موالی»  ابتدا، در مورد قوم عرب به کار می رفت، اما با ظهور اسلام، این اصطلاح به مسلمانان غیرعرب و سایر متحدان اشاره داشت.

## غدیر خم
کلمه «مولا» در واقعه غدیر خم (با توجه به جمله‌ای که پیامبر اسلام در مورد علی بیان کرد: «هر که من مولای او هستم، علی مولای اوست») کلمه قابل توجهی محسوب می‌شود. معانی مختلفی برای این کاربرد کلمه «مولا» ذکر شده است، از جمله رهبر، سرپرست، پروردگار، مالک، آقا، پیرو، کسی که در چیزی حق بیشتری دارد، ولی، متحد و غیره. شیعیان استدلال می‌کنند که در متن خطبه (غدیر خم)، منظور از کلمه «مولا» «رهبر» بوده است. بنابراین، آنها این را به عنوان انتصاب رسمی علی به عنوان جانشین پیامبر اسلام می‌دانند.

## برده و برده‌داری
کلمه مولی، در عربی معانی متعدد و گاه متضاد همچون «ارباب، آقا، برده، بنده، آزادکننده، هم‌پیمان، پناهنده» دارد، اما پس از فتوحات اعراب، این اصطلاح بیشتر به نومسلمانان غیرعرب گفته می‌شد، که از راه مسلمان شدن، از قید بردگی آزاد می‌گشتند و در عین حال با نام «مولی»، تحت حمایت صاحبان اولیه خود باقی می‌ماندند. با توجه به قوانین اسلام که مسلمان برده نمی‌شود، بندگان آزاد شده وضعیتی بین بندگی و آزادگی پیدا می‌کردند و شرایط و مقررات ویژه‌ای برای آنها فراهم می‌شد.
به نوشته جرجی زیدان، موالی، در حقیقت شهروندان درجه دوم جامعه اسلامی آن روز بودند. اگرچه تحقیر آنها و مردم غیرعرب از دوران پیش از بنی امیه آغاز شد، در زمان حکومت آنان شدت یافت. زیرا اعراب خود را بالاتر از دیگران می‌پنداشتند و می‌گفتند: «ما نه تنها شما را از بردگی و اسارت آزاد ساختیم، بلکه از پلیدی و کفر و شرک نجات داده، مسلمان کردیم و همین کافی است که از شما برتر باشیم».
اعراب دوران بنی امیه، در حفظ نژاد خود می‌کوشیدند و به غیر عرب و موالی، زن نمی‌دادند. حتی شدت تعصب امویان به حدی بود که به نوشته مسعودی، امویان خلافت را بر پسر کنیز (غیر عرب) حرام می‌دانستند. زیرا مایل نبودند کنیززادگان، عهده‌دار خلافت شود. خواری و خفت موالی در عصر امویان تا آنجا بود که به گزارش مطهر بن مقدسی، حاکمی چون حجاج نیز، نتوانست سعید بن جبیر را که از برجستگان تابعین بود، به مسند قضاوت بنشاند، چرا که مردم کوفه بانگ برآوردند که جز عرب کسی برای قضا شایسته نیست. گرفتن جزیه از نومسلمانان، فرستادن موالی به میدان‌های جنگ بدون پرداخت حقوق و مسائلی همانند این، از جمله رفتارهای تحقیرآمیز امویان با موالی بود.
در پاسخ به دیدگاه نژادپرستانه بنی‌امیه، جریان ادبی-اجتماعی به نام شعوبیه در میان تحصیل‌کردگان و ادیبان ایرانی پدیدار شد. این گروه که نام خود را از آیه‌ای از قرآن گرفته بودند، ملاک برتری را تقوا و نه نژاد می‌دانستند و خواهان برقراری تساوی وعده داده شده در اسلام بودند و از همین‌رو به «اهل تسویه» نیز معروف گشتند. اما با گذشت زمان، اینها نیز ضمن تفکیک عرب و اسلام، متقابلاً در اشعار خود به تحقیر عرب و تفاخر به نژاد و گذشته باستانی روی آورده، به «اهل تفضیل» مبدل گشتند و نهضتی فرهنگی علیه سلطه و سیادت عرب برپا کردند.

## قرآن
در آیه ۵ سوره احزاب (۳۳) کلمه مولی به کار رفته است:
ادْعُوهُمْ لِآبَائِهِمْ هُوَ أَقْسَطُ عِندَ اللَّهِ فَإِن لَّمْ تَعْلَمُوا آبَاءهُمْ فَإِخْوَانُکُمْ فِی الدِّینِ وَمَوَالِیکُمْ وَلَیْسَ عَلَیْکُمْ جُنَاحٌ فِیمَا أَخْطَأْتُم بِهِ وَلَکِن مَّا تَعَمَّدَتْ قُلُوبُکُمْ وَکَانَ اللَّهُ غَفُورًا رَّحِیمًا
آنان را به [نام] پدرانشان بخوانید که این نزد خدا عادلانه‌تر است و اگر پدرانشان را نمی‌شناسید پس برادران دینی و موالی شمایند و در آنچه اشتباهاً مرتکب آن شده‌اید بر شما گناهی نیست ولی در آنچه دلهایتان عمد داشته است [مسؤولید] و خداست که همواره آمرزنده مهربان است.

## وام‌گیری
کلمه مُلّا در فارسی نو، مشتق‌شده از کلمه مولی عربی است. این کلمه در صوفی‌گری و شیعه‌گری، به معنی محافظ روحانی یا قدیس است. در مغرب و اندلس، به صورت mawlay یا moulay یا mulay تلفظ می‌شود. در مراکش، این لفظ به نوادگان محمد گفته می‌شود.